# Shūta Araki
Shūta Araki (japanisch 荒木 秀太 Araki Shūta; * 11. September 1999 in der Präfektur Kyoto) ist ein japanischer Fußballspieler.

## Karriere
Araki erlernte das Fußballspielen in der Jugendmannschaft von Cerezo Osaka. Die U23-Mannschaft des Vereins spielte in der dritten Liga, der J3 League. Bereits als Jugendspieler absolvierte er fünf Drittligaspiele.